# Isabelle d'Orléans-Bragance (1944-2017)
Pour les articles homonymes, voir Isabelle d'Orléans.
Isabelle d'Orléans-Bragance (en portugais : Isabel de Orleans e Bragança), née le 5 avril 1944 à La Bourboule (France) et morte le 5 novembre 2017 à Rio de Janeiro (Brésil), est une princesse du Brésil. Elle occupait la sixième dans l'ordre de succession à l'ancien trône du Brésil au moment de sa mort.
Isabelle est souvent invitée à représenter la famille impériale lors d'événements monarchiques ou de cérémonies officielles. 
À partir des années 1990, la princesse est membre du conseil d'administration de la Croix-Rouge du Brésil.

## Biographie

### Naissance
Isabelle naît le 5 avril 1944 à La Bourboule (France). Elle est la quatrième des douze enfants du prince Pedro Henrique d'Orléans-Bragance, chef de la maison impériale du Brésil, et de son épouse, la princesse Marie-Élisabeth de Bavière.
Sa naissance est enregistrée au Consulat général du Brésil à Paris.
Ses parrains et marraines sont le prince Henri d'Orléans, comte de Paris, chef de la maison royale de France, et son épouse, la comtesse de Paris (née princesse Isabelle d'Orléans-Bragance), qui sont cousins germains de Dom Pedro Henrique.
Avec la fin de la Seconde Guerre mondiale en Europe, en mai 1945, la famille impériale brésilienne peut enfin rentrer au Brésil, mettant ainsi fin à l'exil imposé après le coup d'État républicain du 15 novembre 1889.
La famille vit à Rio de Janeiro et à Petrópolis, avant de s'installer, en 1951, dans le nord de l'État du Paraná, alors grande frontière agricole du Brésil. Au Paraná, la famille impériale vit d'abord à la Fazenda São José, à Jacarezinho, avant de déménager, en 1957, à la Fazenda Santa Maria, à Jundiaí do Sul.
En 1965, ils déménagent à nouveau, cette fois à Sítio Santa Maria, à Vassouras, un ancien centre de culture du café de l'Empire dans le Centre-Sud de l'État de Rio de Janeiro.

### Formation
Isabelle étudie aux Colégios da Imaculada Conceição (Jacarezinho) et Sacré-Cœur de Marie (Rio de Janeiro). Elle se rend ensuite en Europe, où elle étudie la littérature aux universités de Paris (France) et de Munich (Allemagne).
Elle retourne au Brésil en 1966 et s'installe à Rio de Janeiro.
Elle travaille, dans les années 1970 et 1980, comme enseignante au Mouvement brésilien d'alphabétisation, qui s'occupe de l'alphabétisation des adultes, et, dans les années 1990, à l'Agence Columbus, un grand office de tourisme de la capitale Rio de Janeiro.
En plus du portugais, la princesse parle couramment le français, l'allemand et l'anglais.

### Mort
Isabelle meurt le 5 novembre 2017 à Rio de Janeiro, à l'âge de 73 ans.
La princesse est enterrée après des autres membres de la famille impériale au cimetière de la Fraternité de Notre-Dame de la Conception, à Vassouras.